# 細嘴鷗

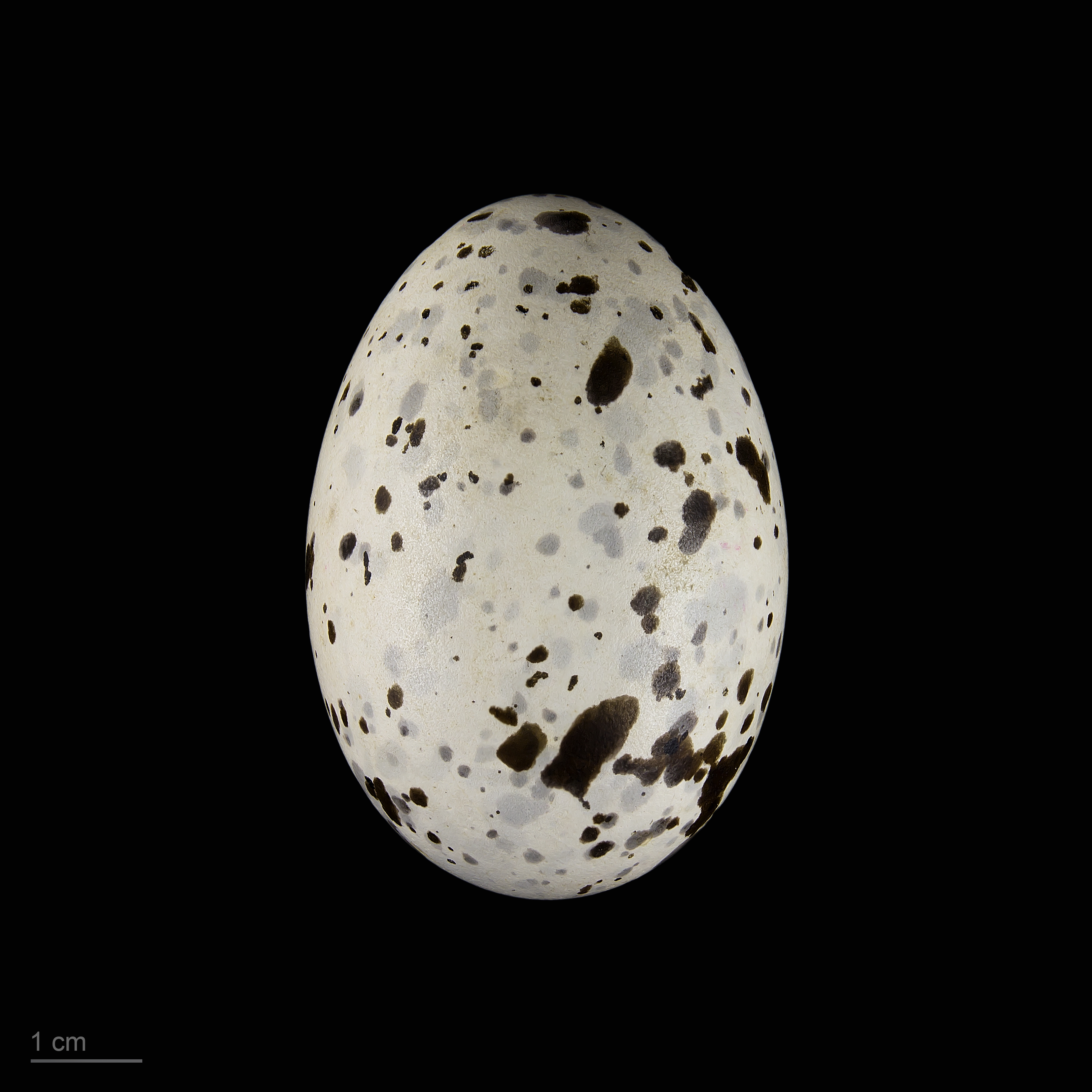
卵 Chroicocephalus genei

細嘴鷗（Slender-billed Gull，學名：Chroicocephalus genei）是屬於鷗科的一種雀鳥。

## 形態
眼睛虹膜白色，眼後黑點不明顯。嘴及腳紅色，身白色而帶點粉紅。背及覆羽呈淺灰色。體長42厘米。

## 外部連結
- Chroicocephalus genei （页面存档备份，存于） - ITIS Standard Report Page